# ريناتا بيرنال
ريناتا بيرنال (بالإنجليزية: Renata Bernal)‏ هي فنانة معاصرة ‏ أمريكية، ولدت في 3 فبراير 1937 في ميونخ في ألمانيا.